# 7-й мікрорайон Джейхан
7-й мікрорайон Джейхан (крим. 7 mikrorayonı Ceyhan) — район в Бахчисараї.

## Опис
Мікрорайон розташований в північно східній частині міста, названий на честь міста-побратима Бахчисараю Джейхан в Туреччині. Основні вулиці: Бахчисарайська, Достлук, Бахчали.

## Історія
23 травня 2008 року відбулася урочиста церемонія перейменування 7 бахчисарайського мікрорайону в мікрорайон Джейхан. У церемонії взяли участь Голова Бахчисарайської райдержадміністрації Ільмі Умеров, Голова Бахчисарайської районної ради Олександр Тарянник, мер Джейхана Хюсеїн Сезлю, заступник мера, голова Товариства культури та взаємодопомоги кримських татар у Джейхані Ісмаїл Таймаз.
Ільмі Умеров, виступаючи на церемонії відкриття району Джейхан, сказав: «Минулого року ми були в Джейхані, і підписали там договір про братерство та співпрацю між адміністраціями двох міст. Ми дали слово, що один із районів Бахчисараю буде перейменований у район Джейхан, і зараз ми стримуємо це слово».
Мер Джейхана Хюсеїн Сезлю, який виступив після Ільмі Умерова, сказав: «Джейхан був побудований кримськими татарами. Корінні кримські татари досі живуть у Джейхані. У районі є мікрорайони Великий Крим та Малий Крим, які були названі першими кримськими татарами, що прибули туди. Ці мікрорайони досі мають ці імена».